# ريك كيمب
ريك كيمب (بالإنجليزية: Rick Kemp)‏ هو كاتب أغاني بريطاني، ولد في 15 نوفمبر 1941.

## وصلات خارجية
- ريك كيمب على موقع IMDb (الإنجليزية)
- ريك كيمب على موقع ميوزك برينز (الإنجليزية)
- ريك كيمب على موقع إن إن دي بي (الإنجليزية)
- ريك كيمب على موقع ديسكوغز (الإنجليزية)